# Marguerite Chapman
Marguerite Chapman (ur. 9 marca 1918, zm. 31 sierpnia 1999) – amerykańska aktorka filmowa i telewizyjna.

## Filmografia
seriale
- 1954–1957: Studio 57 jako Ann Scotland / Phyllis Warrender
- 1958: Studio One jako Laura
- 1959: Rawhide jako Madge
- 1971: Marcus Welby, lekarz medycyny jako matka Angie

film
- 1942: Submarine Raider jako Sue Curry
- 1945: Pardon My Past jako Joan
- 1948: Coroner Creek jako Kate Hardison
- 1949: Zielona obietnica jako Deborah Matthews
- 1950: Kansas Raiders jako Kate Clarke
- 1955: Słomiany wdowiec jako panna Morris
- 1960: Zdumiewająco przezroczysty człowiek jako Laura Matson

## Wyróżnienia
Posiada swoją gwiazdę na Hollywoodzkiej Alei Gwiazd.